# Конотопенко Олександр Якович
Олександр Якович Конотопенко (14 жовтня 1976, Петропавловськ-Камчатський — 16 травня 2018) — український військовик, полковник морської піхоти України. Колишній командир 1-го окремого батальйону морської піхоти, учасник російсько-української війни.

## Життєпис
Народився 14 жовтня 1976 року в с. Новобогданівка. Кадровий офіцер ВМС.
Навчався в Одеському інституті Сухопутних військ, який закінчив у 1998 р. Службу розпочинав командиром взводу вогневої підтримки 40-ї аеромобільної бригади. Дослужився в ній до застуника командира батальйону.
Командував 1-м окремим батальйоном морської піхоти в 2010—2012 роках.
Від 2012 року служив в управлінні бойової підготовки командування ВМС України.
Після виходу з Криму займався підготовкою морпіхів на полігоні Широкий Лан, служив заступником командира 1-го батальйону у складі 79-ї десантно-штурмової бригади.
В 2016 — начальник групи підготовки снайперів (Командування Військово-морських сил України в\ч А0456).
Похований в с. Новобогданівка, Миколаївської області — біля могили матері.

## Сім'я
Одружений, має двох синів.